# Jeanne Cohendy
Pour les articles homonymes, voir Cohendy.
Jeanne Cohendy est une actrice française, née le 18 août 1986 à Paris.

## Biographie
Jeanne Cohendy se forme au métier de comédienne au Conservatoire de Clermont-Ferrand et au Théâtre national de Strasbourg. Elle commence sa carrière sur scène et est notamment remarquée dans une mise en scène de L'École des femmes par Christian Schiaretti. En 2012, elle obtient deux rôles secondaires au cinéma dans Augustine et Populaire. Elle fait aussi quelques apparitions à la télévision mais sa carrière est avant tout théâtrale.
En 2018, elle obtient son premier rôle important à l'écran en interprétant une jeune femme polyhandicapée dans Marche ou crève, premier long métrage de Margaux Bonhomme. Cela lui vaut un prix au Festival de Saint-Jean-de-Luz et des critiques élogieuses dont L'Obs.

## Filmographie
Sauf indication contraire, les informations mentionnées dans cette section peuvent être confirmées par les bases de données cinématographiques IMDb et Allociné,  présentes dans la section « Liens externes ».

### Cinéma
- 2012 : Augustine d'Alice Winocour : Mélanie, la domestique
- 2012 : Populaire de Régis Roinsard : Françoise, l'employée de Jean Pamphyle
- 2018 : Marche ou crève de Margaux Bonhomme : Manon
- 2022 : C'est mon homme de Guillaume Bureau : Alice

### Télévision
- 2015 : Deux (téléfilm) d'Anne Villacèque : Régine
- 2016 : Capitaine Marleau (série télévisée), épisode Les Mystères de la foi de Josée Dayan : Sœur Béatrice
- 2018 : Hippocrate (série télévisée), saison 1, épisode 5 de Thomas Lilti : Sarah Sanders

## Théâtre
- 2013 : L'École des femmes de Molière, mise en scène par Christian Schiaretti

## Distinctions
Sauf indication contraire, les informations mentionnées dans cette section peuvent être confirmées par la base de données cinématographiques IMDb,  présente dans la section « Liens externes ».

### Récompense
- Festival de Saint-Jean-de-Luz 2018 : Chistera de la meilleure interprétation féminine pour Marche ou crève (récompense partagée avec Diane Rouxel)[4]

### Nominations
- César 2019 : pré-sélection « Révélation » pour le César du meilleur espoir féminin pour Marche ou crève[5]
- Prix Lumières 2019 : Prix Lumières du meilleur espoir féminin pour Marche ou crève